# Schlacht bei Orscha (Gemälde)

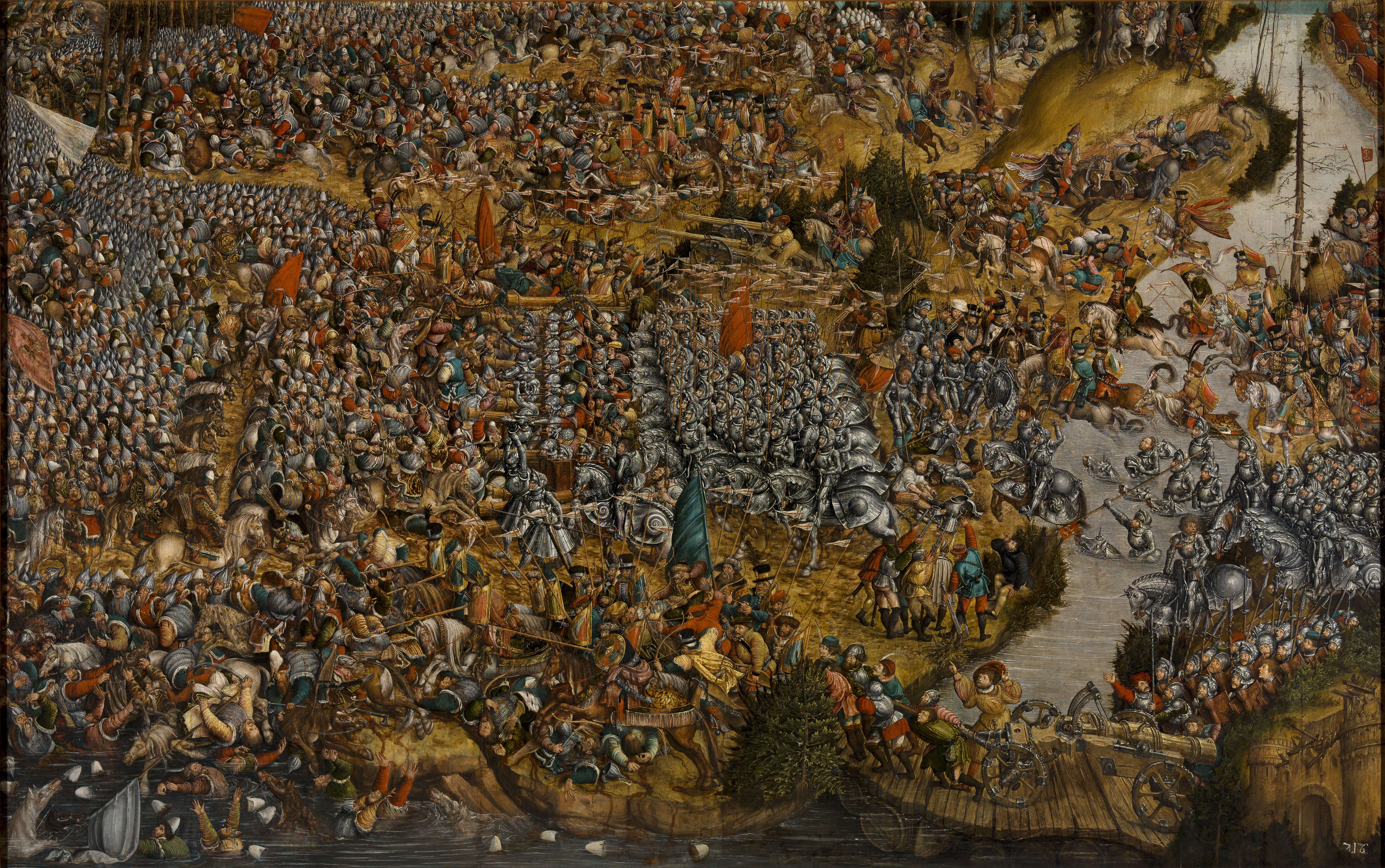
Schlacht bei Orscha
Anonymer Künstler, 1524–1530
165 × 262 cm
Tempera auf Eichenholz
Nationalmuseum Warschau

Die Schlacht bei Orscha ist ein Historiengemälde aus den Jahren 1524 bis 1530. Die Zuschreibung zu einem Künstler ist umstritten. Das in Tempera auf Eichenholz ausgeführte, 165 Zentimeter hohe und 262 Zentimeter breite Gemälde zeigt die Schlacht bei Orscha aus dem Jahr 1514. Es befindet sich in der Sammlung des Nationalmuseums in Warschau.

## Bildbeschreibung
Das Gemälde repräsentiert die Schlacht bei Orscha, eine Schlacht des Russisch-Litauischen Krieges 1512–1522, die am 8. September 1514 ausgetragen wurde. Der erste Eindruck des Gemäldes ist chaotisch. Die Ereignisse sind simultan repräsentiert, so dass es Episoden mit dem gleichen Figuren im Bild gibt, die keinen zeitlichen Ablauf erkennen lassen. Das Gemälde ist darauf angelegt, rechts nach links und in horizontalen Bildzonen von unten nach oben gelesen zu werden. Die Darstellung erfolgte aus erhöhter, subjektiver Perspektive, die von nordalpinen Künstlern des 15. Jahrhunderts bekannt ist. Dabei wird die Schlacht von der polnischen Seite aus wahrgenommen.
Der untere Bildrand zeigt den von Nordwesten aus gesehenen Dnepr, dessen weiterer Verlauf in Richtung Süden am rechten Bildrand zu sehen ist. Somit ist das sandige und mit Fichten bewachsene Schlachtfeld begrenzt. Die Figuren erwecken einen wimmelnden Eindruck, sind jedoch meist in Gruppen von sieben oder eine Vielzahl von sieben organisiert. Auch andere Gruppengrößen wiederholen sich mehrfach im Bild. Dies könnte eine zahlensymbolische Bedeutung haben. Am rechten Bildrand befindet sich das Lager der polnisch-litauischen Truppen, die den Dnepr überqueren. Es folgt die Vorbereitung der Truppen auf die Schlacht. Die dritte Sequenz im Zentrum des Gemäldes zeigt die Schlacht selbst, in der sowohl Infanterie als auch Kavallerie kämpfen. Nach links schließt sich der Sieg der polnisch-litauischen Truppen an. Zwar ist ein großer Block Reiter des Großfürstentums Moskau, die auf ihren Einsatz warten, zu sehen, jedoch lösen sich die moskauwiter Truppen bereits auf.
Die Tafel ist leicht an der oberen Kante und beiden Seiten beschnitten worden, befindet sich jedoch insgesamt in gutem Zustand ohne größere Schäden oder Retuschen.

## Hintergrund
Die Geschichte des Gemäldes ist nicht eindeutig geklärt. Vielleicht entstand es recht kurz nach der Schlacht in Krakau. Als es Ende des 19. Jahrhunderts im Museum für schlesische Altertümer auftauchte, wurde das Motiv von deutschen Kunsthistorikern korrekt identifiziert. Zu dieser Zeit wurde das Bild dem deutschen Maler Jörg Breu dem Älteren zugeschrieben, der 1537 verstarb. Später wurde es eher einem anonymen polnischen Künstler unter dem Einfluss Lucas Cranach dem Älteren zugeordnet. Diese Position wurde etwa von den Kunsthistorikern S. Herbst und M. Walicki vertreten. Sie stellten auch die Hypothese auf, dass die Komposition in enger zeitlicher Nähe zur Schlacht entstand. Auch Hans Krell wurde als Künstler des Gemäldes in Betracht gezogen.
Der polnische Kunsthistoriker Jan Białostocki stellte eine Verbindung zwischen der Kanone im Bildvordergrund und der bekannten Radierung einer Kanone von Albrecht Dürer aus dem Jahr 1518 her und schlussfolgerte, dass der Künstler der Schlacht von Orscha keine originale Kanone, sondern die Grafik zum Vorbild hatte. Die Waffenhistorikern Zofia Stefanska lehnte diese Position jedoch mit dem Hinweis auf die größere Detailtreue der Kanone im Gemälde ab und schlug eher einen umgekehrten Bildtransfer vor. Abgesehen von dieser Kontroverse ist die Schlacht von Orscha als Quelle zur Studie der Waffen und Rüstungen der Zeit anerkannt. Neben der Alexanderschlacht von Albrecht Altdorfer und Der Schlacht von Zama von Jörg Breu dem Älteren handelt es sich bei der Schlacht von Orscha um eines der wichtigsten Schlachtengemälde des 16. Jahrhunderts, das sich von den beiden erst genannten dadurch unterscheidet, dass diese frei imaginiert sind, während der Künstler dieses Gemäldes wahrscheinlich Augenzeuge der Schlacht war.

## Provenienz
Das Gemälde Schlacht bei Orscha wurde zwischen 1524 und 1530 im Auftrag des polnischen Königs Sigismund I. oder des Großhetmans von Litauen Konstantin Iwanowitsch Ostroschski gemalt. Mitte des 19. Jahrhunderts erwarb der Geheime Rat Johann Wilhelm Oelsner das Bild aus einem Warschauer Kloster. Im späten 19. Jahrhundert wurde es dem Museum für schlesische Altertümer vermacht. Nach Ende des Zweiten Weltkriegs wurde das Gemälde 1945 in das Nationalmuseum Warschau überführt.